# Lex Oppia
Droit romain et lois romaines
La loi Oppia (lex Oppia) a été votée en 215 avant notre ère durant la deuxième guerre punique, instituée par le tribun de la plèbe Caius Oppius. Cette loi somptuaire interdisait aux femmes de porter trop de bijoux et des vêtements de couleur en limitant le port des ornements à moins d'une demi-once d'or et la pourpre à un seul vêtement (le prix de la pourpre était alors élevé), ainsi que de circuler à Rome dans des carpenta (voitures attelées par deux chevaux), sauf pour se rendre aux sacrifices religieux. Elle avait pour but de limiter le luxe afin que les richesses soient consacrées à la guerre plutôt qu'à la parure.
En 195 av. J.-C., les femmes romaines manifestèrent en public pour en réclamer l'abrogation. En effet cette loi n'était plus justifiée : la guerre contre Carthage étant terminée depuis sept ans, les restrictions n'avaient plus lieu d'être. Le consul Caton l'Ancien, indigné, s'opposa à son abrogation : pour lui, si l'on laissait les femmes supprimer cette loi, elles estimeraient avoir un poids politique ; elles se mettraient donc à participer à la vie politique et y domineraient les hommes. Pourtant on finit par abroger la loi.
Tacite évoque la loi oppienne lors de débats au Sénat sous Tibère sur l'opportunité d'interdire l'accompagnement par leur épouse des sénateurs en mission en province  : « Enchaînées jadis par la loi Oppia et par d'autres non moins sages, les femmes, depuis que ces liens étaient rompus, régnaient dans les familles, dans les tribunaux et jusque dans les armées » et argument en réplique qui aboutit au rejet de la proposition : « Les lois Oppiennes [...] ont été trouvées bonnes jadis, parce que le malheur des temps les rendait nécessaires; d'autres convenances en ont fait depuis modérer la rigueur »